# Heliocopris bucephalus
Heliocopris bucephalus är en skalbaggsart som beskrevs av Fabricius 1775. Heliocopris bucephalus ingår i släktet Heliocopris och familjen bladhorningar. Inga underarter finns listade i Catalogue of Life.

## Bildgalleri

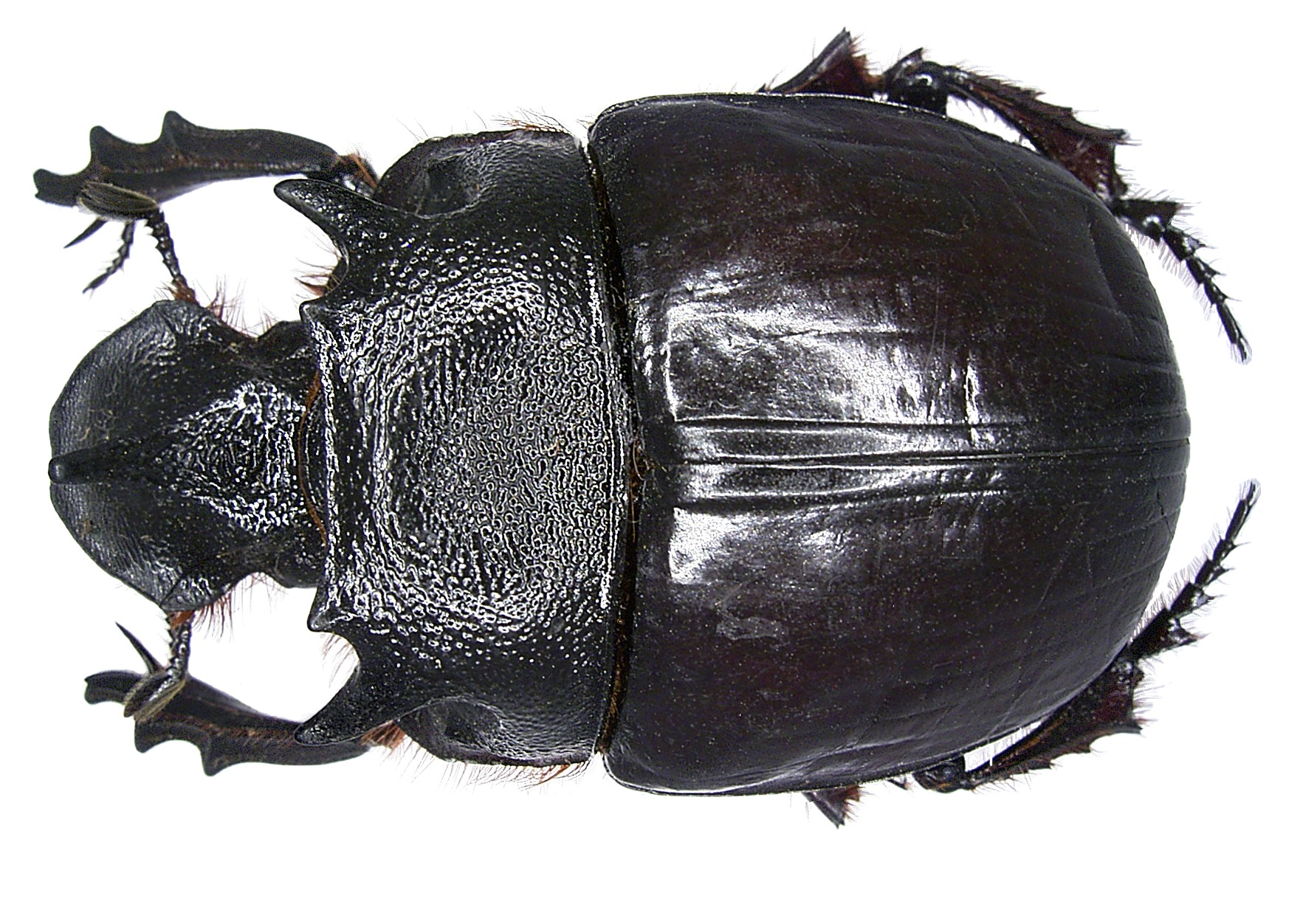
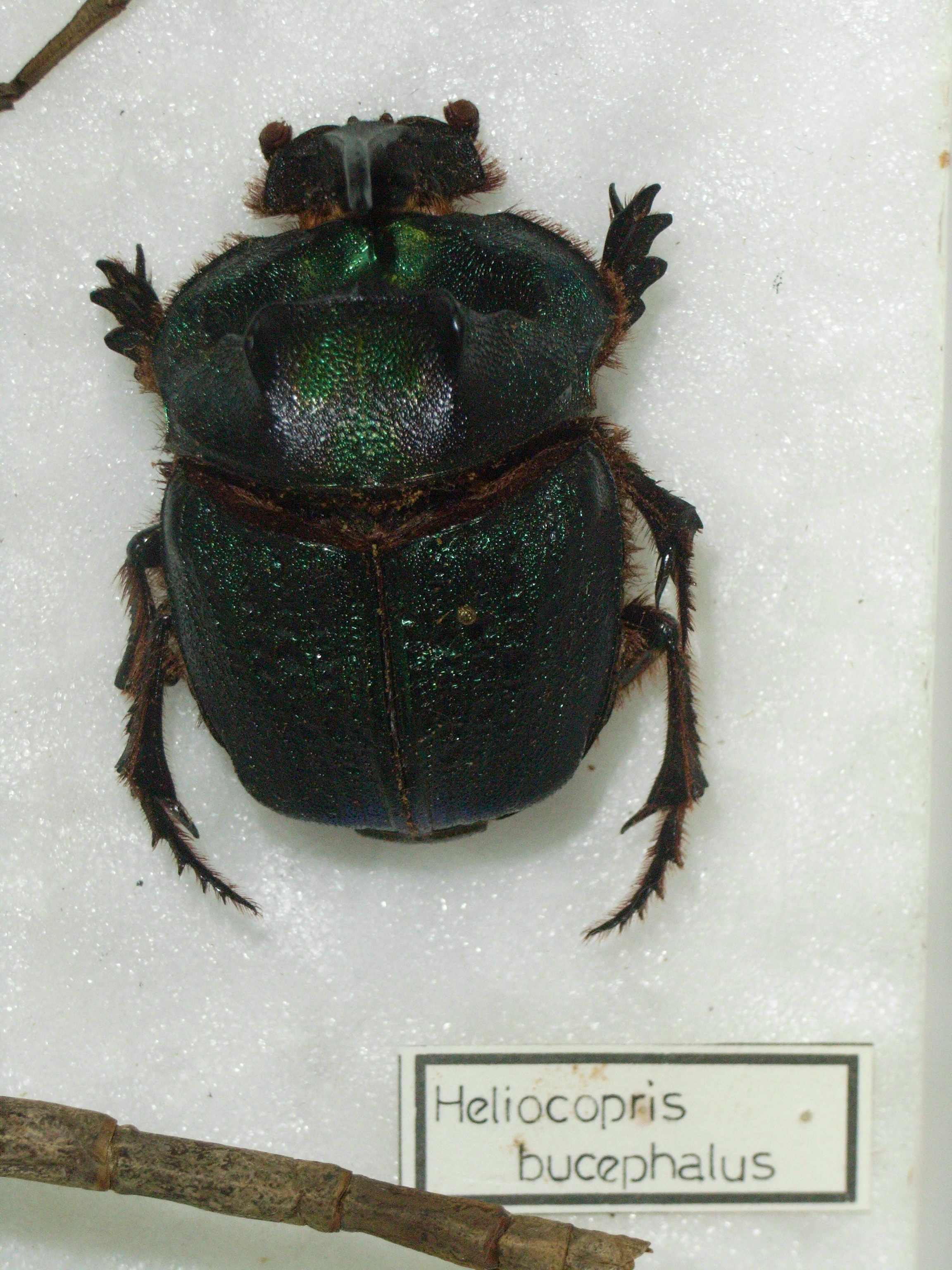